# 藤島駅
藤島駅（ふじしまえき）は、山形県鶴岡市藤島にある、東日本旅客鉄道（JR東日本）羽越本線の駅である。

## 歴史
- 1918年（大正7年）9月21日：陸羽西線の駅として開業[2][3]。
- 1924年（大正13年）7月31日：羽越本線の駅となる[3]。
- 1972年（昭和47年）9月1日：貨物の取り扱いを廃止[2]。
- 1981年（昭和56年）4月1日：業務委託駅となる[3][4]。
- 1985年（昭和60年）3月14日：荷物の扱いを廃止[2]。駅員無配置駅となる[5]（簡易委託化）。
- 1987年（昭和62年）4月1日：国鉄分割民営化に伴い、東日本旅客鉄道の駅となる[2]。
- 2024年（令和6年）10月1日：えきねっとQチケのサービスを開始[1][6]。

## 駅構造
島式ホーム1面2線を有する地上駅で、駅舎とホームは跨線橋で連絡している。
酒田駅管理の簡易委託駅で、窓口が設置されている。
2016年（平成28年）4月より駅舎立て替え工事が実施され、旧駅舎の酒田駅側脇にプレハブ造仮駅舎（窓口と椅子5脚を有する待合室の構造であった）を設置し運用を行っていた。新駅舎は旧駅舎を解体・撤去後、同一場所に建設し、2016年（平成28年）10月15日より使用を開始した。
旧駅舎にはタクシー会社ハイヤーセンター藤島営業所が併設されていたが、駅舎立て替え後は駅舎とは別にプレハブ平屋建の営業所を設置して営業した。同社は2020年（令和2年）6月に事業停止となり、プレハブ建家は撤去された。

### のりば
| 番線 | 路線      | 方向 | 行先           |
| ---- | --------- | ---- | -------------- |
| 1    | ■羽越本線 | 上り | 鶴岡・新津方面 |
| 2    | ■羽越本線 | 下り | 酒田・秋田方面 |

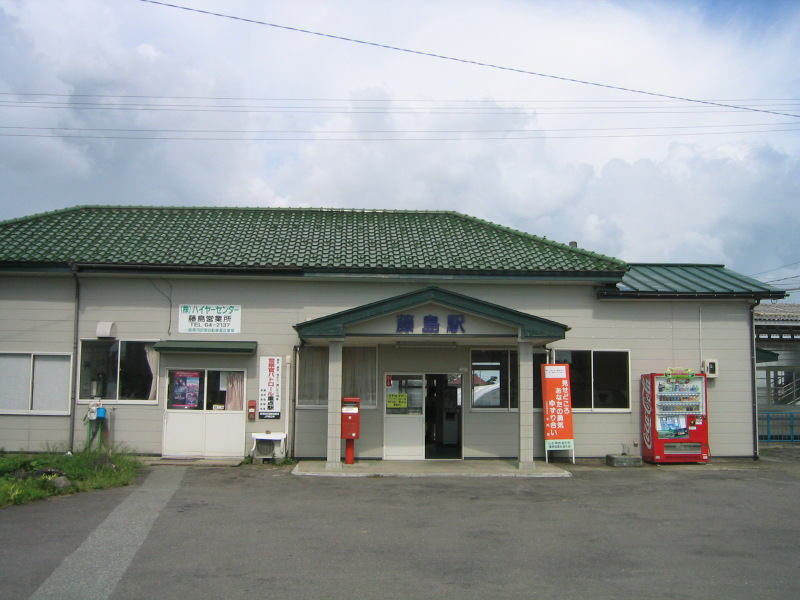
旧駅舎（2006年9月）
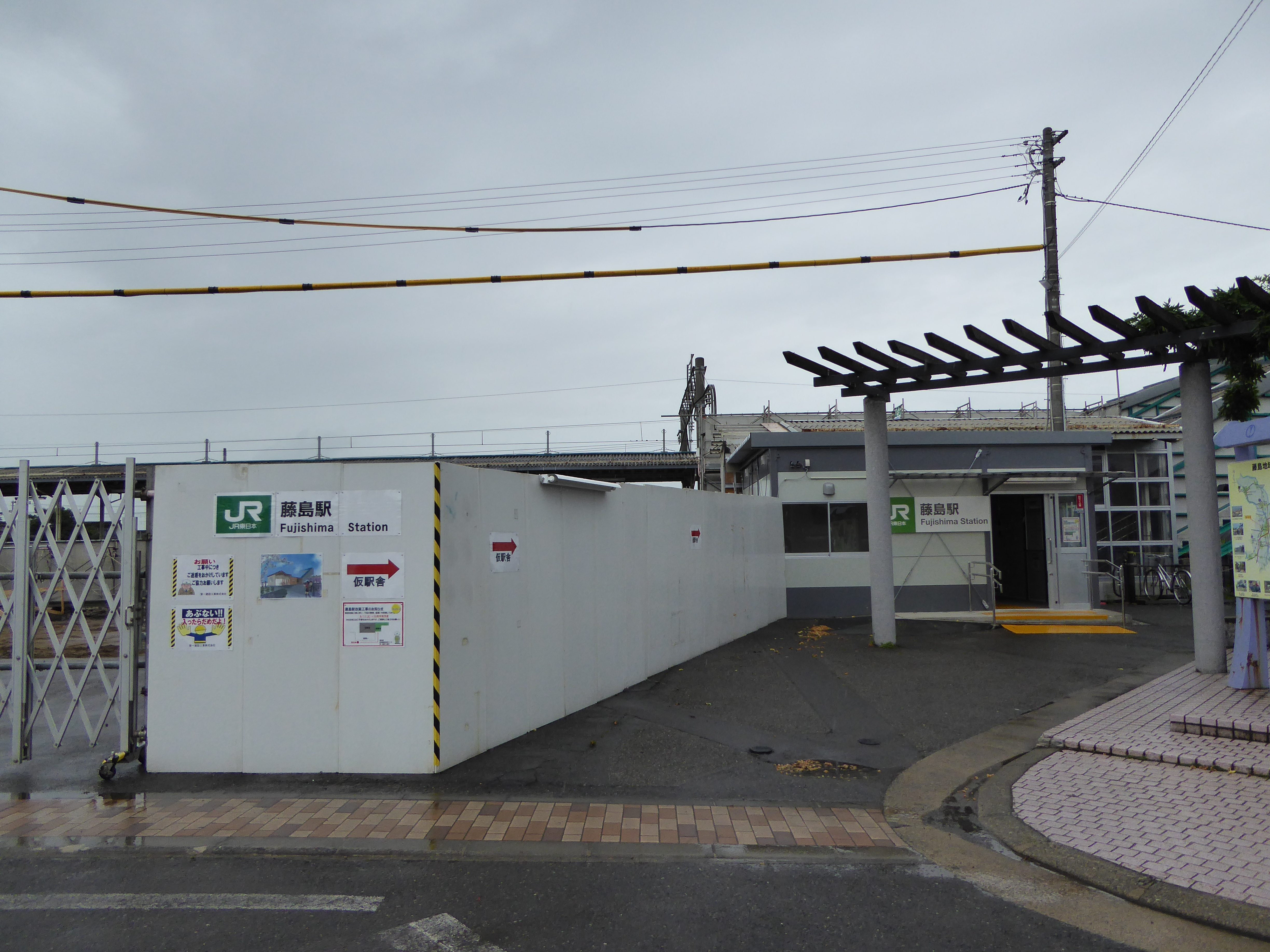
仮駅舎（2016年7月）
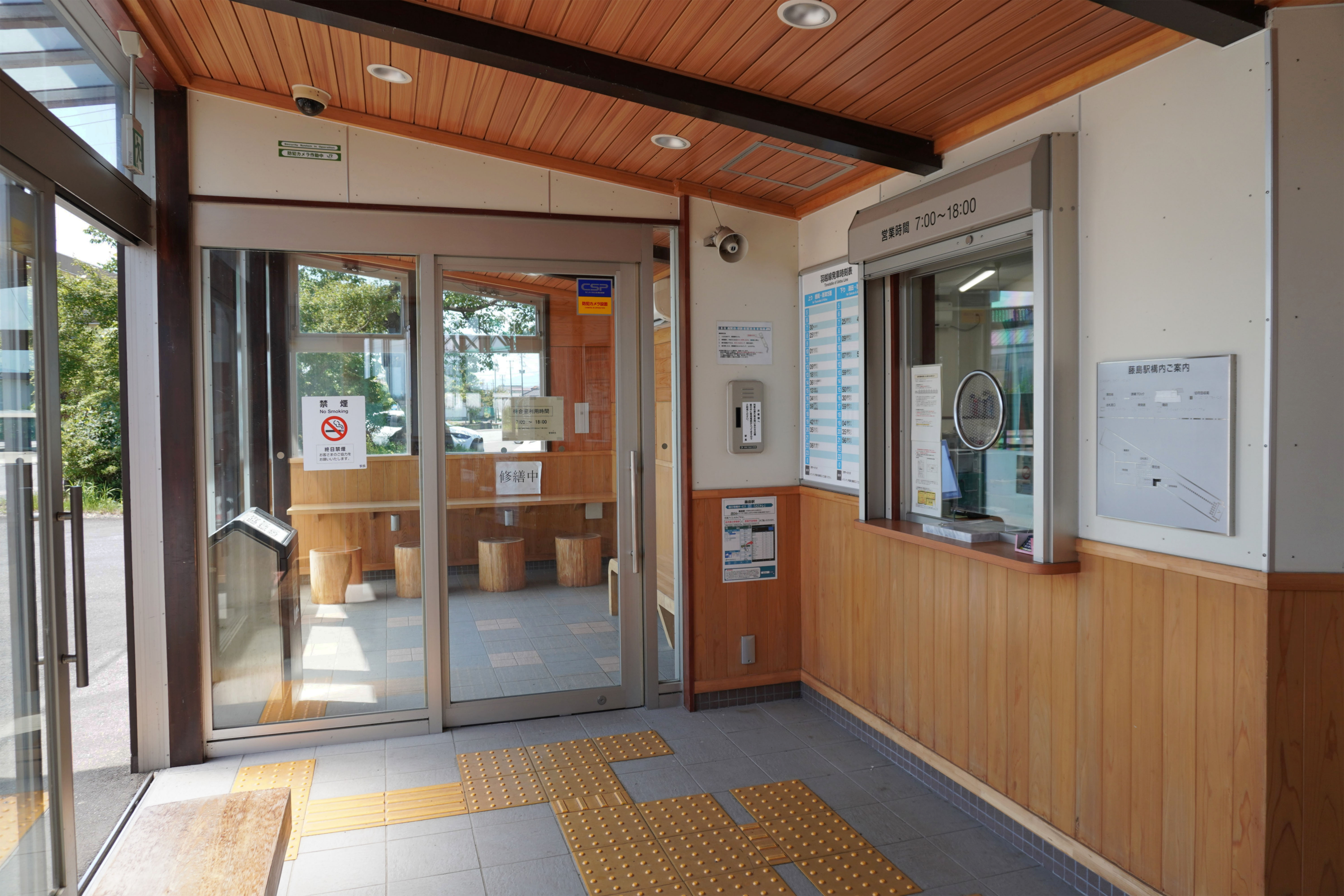
駅舎内（2023年7月）
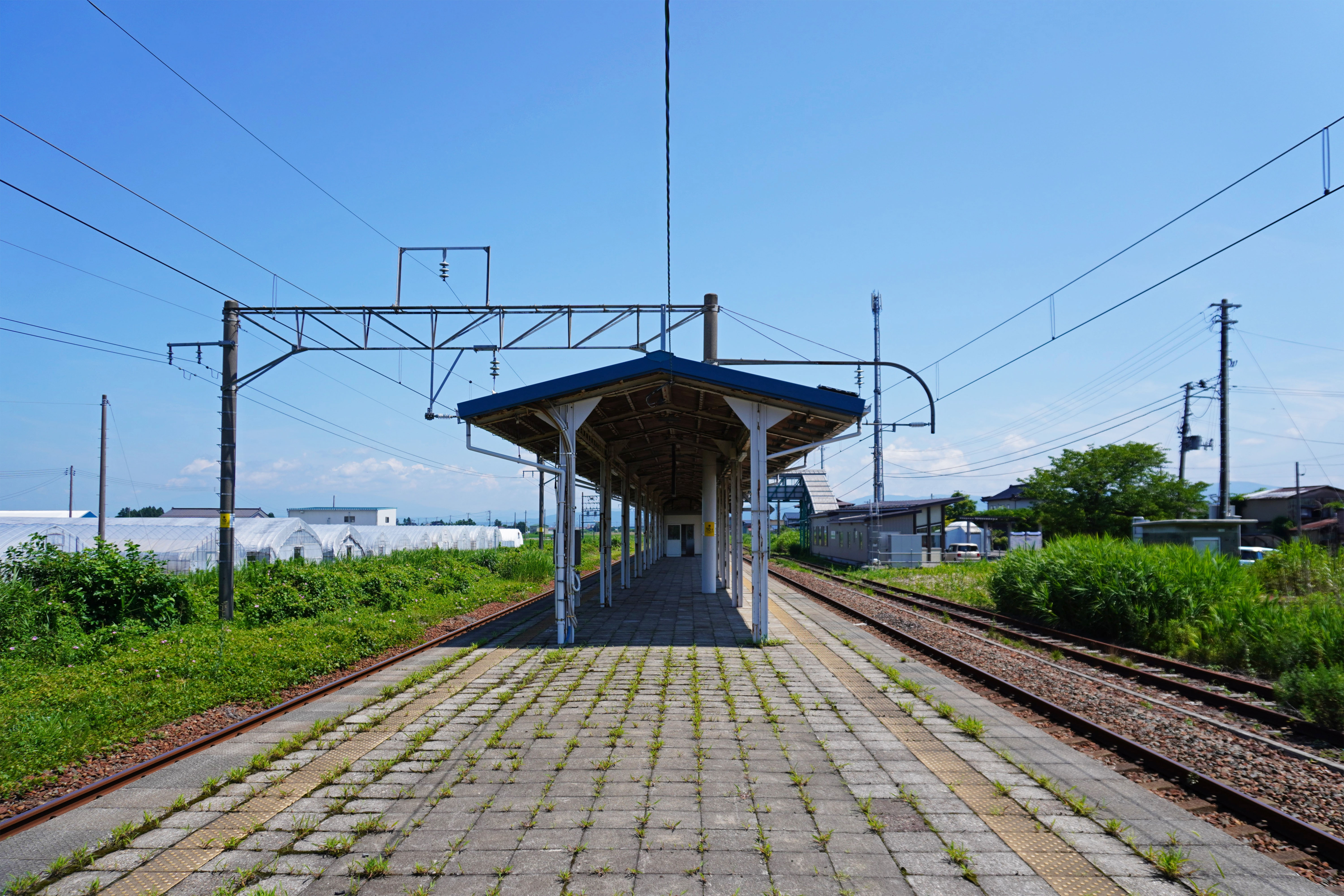
ホーム（2023年7月）

## 利用状況
JR東日本によると、2023年度（令和5年度）の1日平均乗車人員は183人である。
1955年度（昭和30年度）、1968年度（昭和43年度）- 1970年度（昭和45年度）、1987年度（昭和62年度）以降の推移は以下のとおりである。

### 1955年度 - 1999年度
| 1日平均乗車人員推移 （1955年度 - 1999年度） | 1日平均乗車人員推移 （1955年度 - 1999年度） | 1日平均乗車人員推移 （1955年度 - 1999年度） |
| 年度                                        | 乗車人員                                    | 出典                                        |
| ------------------------------------------- | ------------------------------------------- | ------------------------------------------- |
| 1955年（昭和30年）                          | 1,697                                       | [ 利用客数 2 ]                              |
| 1968年（昭和43年）                          | 2,035                                       | [ 利用客数 3 ]                              |
| 1969年（昭和44年）                          | 1,761                                       | [ 利用客数 4 ]                              |
| 1970年（昭和45年）                          | 1,680                                       | [ 利用客数 5 ]                              |
| 1987年（昭和62年）                          | 625                                         | [ 利用客数 6 ]                              |
| 1988年（昭和63年）                          | 575                                         | [ 利用客数 6 ]                              |
| 1989年（平成0元年）                         | 612                                         | [ 利用客数 6 ]                              |
| 1990年（平成02年）                          | 555                                         | [ 利用客数 6 ]                              |
| 1991年（平成03年）                          | 553                                         | [ 利用客数 6 ]                              |
| 1992年（平成04年）                          | 522                                         | [ 利用客数 6 ]                              |
| 1993年（平成05年）                          | 525                                         | [ 利用客数 6 ]                              |
| 1994年（平成06年）                          | 535                                         | [ 利用客数 6 ]                              |
| 1995年（平成07年）                          | 529                                         | [ 利用客数 6 ]                              |
| 1996年（平成08年）                          | 526                                         | [ 利用客数 6 ]                              |
| 1997年（平成09年）                          | 537                                         | [ 利用客数 6 ]                              |
| 1998年（平成10年）                          | 536                                         | [ 利用客数 6 ]                              |
| 1999年（平成11年）                          | 510                                         | [ 利用客数 6 ]                              |

### 2000年度以降
| 1日平均乗車人員推移（2000年度以降） | 1日平均乗車人員推移（2000年度以降） | 1日平均乗車人員推移（2000年度以降） | 1日平均乗車人員推移（2000年度以降） | 1日平均乗車人員推移（2000年度以降） |
| 年度                                | 定期外                              | 定期                                | 合計                                | 出典                                |
| ----------------------------------- | ----------------------------------- | ----------------------------------- | ----------------------------------- | ----------------------------------- |
| 2000年（平成12年）                  |                                     |                                     | 499                                 | [ 利用客数 7 ]                      |
| 2001年（平成13年）                  |                                     |                                     | 484                                 | [ 利用客数 8 ]                      |
| 2002年（平成14年）                  |                                     |                                     | 469                                 | [ 利用客数 9 ]                      |
| 2003年（平成15年）                  |                                     |                                     | 413                                 | [ 利用客数 10 ]                     |
| 2004年（平成16年）                  |                                     |                                     | 400                                 | [ 利用客数 11 ]                     |
| 2005年（平成17年）                  |                                     |                                     | 359                                 | [ 利用客数 12 ]                     |
| 2006年（平成18年）                  |                                     |                                     | 351                                 | [ 利用客数 13 ]                     |
| 2007年（平成19年）                  |                                     |                                     | 371                                 | [ 利用客数 14 ]                     |
| 2008年（平成20年）                  |                                     |                                     | 379                                 | [ 利用客数 15 ]                     |
| 2009年（平成21年）                  |                                     |                                     | 382                                 | [ 利用客数 16 ]                     |
| 2010年（平成22年）                  |                                     |                                     | 398                                 | [ 利用客数 17 ]                     |
| 2011年（平成23年）                  |                                     |                                     | 388                                 | [ 利用客数 18 ]                     |
| 2012年（平成24年）                  | 37                                  | 340                                 | 377                                 | [ 利用客数 19 ]                     |
| 2013年（平成25年）                  | 36                                  | 317                                 | 354                                 | [ 利用客数 20 ]                     |
| 2014年（平成26年）                  | 34                                  | 279                                 | 313                                 | [ 利用客数 21 ]                     |
| 2015年（平成27年）                  | 33                                  | 262                                 | 296                                 | [ 利用客数 22 ]                     |
| 2016年（平成28年）                  | 32                                  | 242                                 | 275                                 | [ 利用客数 23 ]                     |
| 2017年（平成29年）                  | 32                                  | 245                                 | 277                                 | [ 利用客数 24 ]                     |
| 2018年（平成30年）                  | 28                                  | 252                                 | 280                                 | [ 利用客数 25 ]                     |
| 2019年（令和元年）                  | 28                                  | 230                                 | 259                                 | [ 利用客数 26 ]                     |
| 2020年（令和02年）                  | 22                                  | 167                                 | 190                                 | [ 利用客数 27 ]                     |
| 2021年（令和03年）                  | 19                                  | 164                                 | 184                                 | [ 利用客数 28 ]                     |
| 2022年（令和04年）                  | 18                                  | 168                                 | 187                                 | [ 利用客数 29 ]                     |
| 2023年（令和05年）                  | 23                                  | 159                                 | 183                                 | [ 利用客数 1 ]                      |

## 駅周辺
- 鶴岡市役所藤島庁舎（旧・藤島町役場）
- 藤島郵便局
- 山形県立庄内農業高等学校
- 法眼寺
- 小玉屋
- 駅前食堂
- 八幡神社
- 忠犬ハチ公像
- 東田川文化記念館
- 路線バスふじつる号「藤島駅前」停留所[8]

## 隣の駅
東日本旅客鉄道（JR東日本）
■羽越本線
鶴岡駅 - （幕ノ内信号場） - 藤島駅 - 西袋駅

### 記事本文
1. 1 2 3 4  「駅の情報（藤島駅）：JR東日本」東日本旅客鉄道。2024年8月27日時点のオリジナルよりアーカイブ。2024年9月11日閲覧。
2. 1 2 3 4 5  石野哲 編『停車場変遷大事典 国鉄・JR編』 II（初版）、JTB、1998年10月1日、562頁。ISBN 978-4-533-02980-6。
3. 1 2 3  「山形県の鉄道輸送 (PDF)」『山形県』山形県鉄道利用・整備強化促進期成同盟会、2024年6月、53–55頁。2025年4月8日閲覧。
4. ↑  日本国有鉄道新潟鉄道管理局経理部情報管理室 編『鉄道要覧 昭和58年度』日本国有鉄道新潟鉄道管理局、1984年8月、16頁。全国書誌番号:86002576。
5. ↑  「通報 ●福知山線石生駅ほか147駅の駅員無配置について（旅客局）」『鉄道公報号外』日本国有鉄道総裁室文書課、1985年3月12日、15-16面。
6. ↑  「Suicaエリア外もチケットレスで! 東北エリアから「えきねっとQチケ」がはじまります (PDF)」（プレスリリース）、東日本旅客鉄道、2024年7月11日。2024年8月11日閲覧。
7. 1 2  「JR東日本：駅構内図・バリアフリー情報（藤島駅）」東日本旅客鉄道。2024年5月3日閲覧。
8. ↑  「ふじつる号利用の手引き (PDF)」鶴岡市、2025年4月。2025年5月8日閲覧。

### 利用状況
1. 1 2  「各駅の乗車人員 2023年度 101位以下（7）| 企業サイト：JR東日本」東日本旅客鉄道。2025年7月25日閲覧。
2. ↑  大平禎介 編『1957年版 山形県年鑑』山形新聞社、1956年12月30日、210頁。NDLJP:3002703。
3. ↑  小笠原胤公 編『山形県年鑑 1970年版』山形新聞社、1969年12月26日、277頁。NDLJP:2969706。
4. ↑  小笠原胤公 編『山形県年鑑 1971年版』山形新聞社、1970年12月28日、301頁。NDLJP:9568914。
5. ↑  小笠原胤公 編『山形県年鑑 1972年版』山形新聞社、1971年12月30日、307頁。NDLJP:9568915。
6. ↑  山形県鉄道利用・整備強化促進期成同盟会「駅別乗車人員の推移 (PDF)」『『山形県の鉄道輸送』令和5年度版』山形県、2024年3月。2025年4月30日閲覧。
7. ↑  「JR東日本：各駅の乗車人員（2000年度）」東日本旅客鉄道。2025年7月25日閲覧。
8. ↑  「JR東日本：各駅の乗車人員（2001年度）」東日本旅客鉄道。2025年7月25日閲覧。
9. ↑  「JR東日本：各駅の乗車人員（2002年度）」東日本旅客鉄道。2025年7月25日閲覧。
10. ↑  「JR東日本：各駅の乗車人員（2003年度）」東日本旅客鉄道。2025年7月25日閲覧。
11. ↑  「JR東日本：各駅の乗車人員（2004年度）」東日本旅客鉄道。2025年7月25日閲覧。
12. ↑  「JR東日本：各駅の乗車人員（2005年度）」東日本旅客鉄道。2025年7月25日閲覧。
13. ↑  「JR東日本：各駅の乗車人員（2006年度）」東日本旅客鉄道。2025年7月25日閲覧。
14. ↑  「JR東日本：各駅の乗車人員（2007年度）」東日本旅客鉄道。2025年7月25日閲覧。
15. ↑  「JR東日本：各駅の乗車人員（2008年度）」東日本旅客鉄道。2025年7月25日閲覧。
16. ↑  「JR東日本：各駅の乗車人員（2009年度）」東日本旅客鉄道。2025年7月25日閲覧。
17. ↑  「JR東日本：各駅の乗車人員（2010年度）」東日本旅客鉄道。2025年7月25日閲覧。
18. ↑  「JR東日本：各駅の乗車人員（2011年度）」東日本旅客鉄道。2025年7月25日閲覧。
19. ↑  「JR東日本：各駅の乗車人員（2012年度）」東日本旅客鉄道。2025年7月25日閲覧。
20. ↑  「各駅の乗車人員 2013年度 ベスト100以外（8）：JR東日本」東日本旅客鉄道。2025年7月25日閲覧。
21. ↑  「各駅の乗車人員 2014年度 ベスト100以外（7）：JR東日本」東日本旅客鉄道。2025年7月25日閲覧。
22. ↑  「各駅の乗車人員 2015年度 ベスト100以外（7）：JR東日本」東日本旅客鉄道。2025年7月25日閲覧。
23. ↑  「各駅の乗車人員 2016年度 ベスト100以外（7）：JR東日本」東日本旅客鉄道。2025年7月25日閲覧。
24. ↑  「各駅の乗車人員 2017年度 ベスト100以外（7）：JR東日本」東日本旅客鉄道。2025年7月25日閲覧。
25. ↑  「各駅の乗車人員 2018年度 ベスト100以外（7）：JR東日本」東日本旅客鉄道。2025年7月25日閲覧。
26. ↑  「各駅の乗車人員 2019年度 ベスト100以外（7）：JR東日本」東日本旅客鉄道。2025年7月25日閲覧。
27. ↑  「各駅の乗車人員 2020年度 101位以下（7）| 企業サイト：JR東日本」東日本旅客鉄道。2025年7月25日閲覧。
28. ↑  「各駅の乗車人員 2021年度 101位以下（7）| 企業サイト：JR東日本」東日本旅客鉄道。2025年7月25日閲覧。
29. ↑  「各駅の乗車人員 2022年度 101位以下（7）| 企業サイト：JR東日本」東日本旅客鉄道。2025年7月25日閲覧。